# Кесарије Назијански
Кесарије Назијански (грч. Καισάριος ὁ Ναζιανζηνός, лат. Caesarius Nazianzenus; Арианз, 331/332 — Никеја, 368/369) био је угледни византијски лекар и политичар. Проглашен је за свеца у Православној и Католичкој цркви.

## Биографија
Рођен је у хришћанској породици грчког порекла, од оца Григорија и мајке Ноне. Био је брат Григорија Богослова и свете Горгоније. Школовао се најпре код куће, а потом у Кесарији, где је највише учио геометрију, астрономију и медицину. Био је први лекар на двору цара Констанција II (350—361). У време цара Јулијана Одступника (361—363), који је покушао да га натера на одбацивање своје вере, напустио је двор, али се после цареве смрти вратио у град. За владавине новог цара, Валенса, постао је квестор Битиније. Након великог земљотреса 11. октобра 368. у Никеји, на савет свога брата повлачи се из дворске службе, крштава се и посвећује Богу. 
Кесарије је покушао одговорити на питање колико су времена Адам и Ева провели у рају пре изгнанства. Једни су тврдили да је њихов боравак трајао шест сати, други један дан, а трећи три дана. Кесарије је сматрао да су Адам и Ева у Рају провели четрдесет дана, пошто је и Исус Христос постио и био кушан четрдесет дана у пустињи. 
Кесарије је преминуо крајем 368. или почетком 369. године од куге. Брат му је одржао похвално надгробно слово, а посмртни остаци су му пренети у Назијанз.
И Православна и Католичка црква га славе 9. марта (22. по новом календару у Православној цркви).